# جان فرانسوا دي سار
جان فرانسوا دي سار (مواليد 18 ديسمبر 1961) هو لاعب كرة قدم. يلعب مع منتخب بلجيكا لكرة القدم. سبق له أن لعب في كأس العالم لكرة القدم مع منتخب بلاده.

## روابط خارجية
- جان فرانسوا دي سار على موقع الاتحاد البلجيكي (الإنجليزية)
- جان فرانسوا دي سار على موقع قاعدة بيانات كرة القدم.إي يو (الإنجليزية)
- جان فرانسوا دي سار على موقع ناشيونال فوتبول تيمز (الإنجليزية)
- جان فرانسوا دي سار على موقع Soccerway.com (الإنجليزية)
- جان فرانسوا دي سار على موقع عالم كرة القدم.نت (الإنجليزية)
- جان فرانسوا دي سار على موقع أوليمبيديا (الإنجليزية)